# Mimmo Fusco
Mimmo Fusco (Noto, 2 gennaio 1947 – Roma, 29 aprile 2005) è stato un giornalista e telecronista sportivo italiano.

## Biografia
Fusco era la voce della pallavolo femminile in Rai e proprio in veste di telecronista ha raccontato la storica vittoria al campionato mondiale femminile di pallavolo 2002 della nazionale italiana.
Prima di approdare in Rai nel 1995, aveva lavorato per anni presso il quotidiano sportivo Tuttosport. Ha seguito per Rai Sport tre edizioni dei Giochi olimpici estivi e una invernale; proprio in occasione dei Giochi di Sydney 2000 è stato il telecronista della vittoria della medaglia d'oro del judoka Pino Maddaloni.
È venuto a mancare nel 2005 in seguito a una malattia improvvisa. La Lega Pallavolo di Serie A femminile lo ha ricordato con un minuto di silenzio su tutti i campi di gioco.
Ogni anno a Roma si svolge un torneo femminile di pallavolo a lui dedicato.